# Nicolás Caro Torres
Nicolás Ezequiel Caro Torres (Caseros, Partido de Tres de Febrero, Provincia de Buenos Aires, Argentina; 4 de mayo de 1995) es un futbolista profesional argentino que juega como defensor central en el Deportivo Riestra de la Primera División de Argentina.

## Trayectoria
Nacido en la ciudad porteña de Caseros, formó parte de las divisiones juveniles del Club Atlético Estudiantes de Buenos Aires. En el campeonato de Primera B 2013/14, integra su primer banco de suplentes y debuta en el Torneo de Primera B Metropolitana. Continúa en la institución hasta 2016.
En una transacción "fantasma" figura como refuerzo del Cerro Porteño con un supuesto contrato desde 2016 hasta diciembre de 2025. El jugador nunca se presentó a los entrenamientos en Paraguay en todo ese tiempo.
En julio de 2016 es contratado por el Club Atlético Lanús de la Primera División pero no pudo debutar en el equipo.
En septiembre de 2017 es refuerzo del equipo de Brown de Adrogué que transita la Primera B Nacional, segunda categoría del fútbol argentino.
En julio de 2018 firma para Gimnasia y Esgrima de Jujuy, equipo de la Primera B Nacional.
En junio de 2019 para a las filas del Club Atlético Atlanta, equipo también de la Primera Nacional.
En agosto del 2020, dio positivo de COVID 19.
En febrero de 2021 es refuerzo del Club Atlético Güemes de la Provincia de Santiago del Estero, en la segundo escalón del futbol argentino.
Meses después, en julio de 2021 se incorpora a Deportivo Riestra para el Campeonato de Primera Nacional 2021. Queda ligado a la institución hasta el 2022.
En enero de 2023, llega sin cargo y sin opción de compra a Chacarita Juniors y permaceció hasta finales de ese año.
En enero de 2024 se confirma el retorno del jugador al Deportivo Riestra, pero esta vez para formar parte del equipo que se encuentra en la Primera División.

## Clubes
| Club                                 | País      | Año          |
| ------------------------------------ | --------- | ------------ |
| Club Atlético Estudiantes            | Argentina | 2014-2016    |
| Cerro Porteño                        | Paraguay  | 2016-        |
| Club Atlético Lanús (cedido)         | Argentina | 2016-2017    |
| Brown de Adrogué (cedido)            | Argentina | 2017-2018    |
| Gimnasia y Esgrima de Jujuy (cedido) | Argentina | 2018-2019    |
| Club Atlético Atlanta (cedido)       | Argentina | 2019-2021    |
| Club Atlético Güemes (cedido)        | Argentina | 2021         |
| Deportivo Riestra (cedido)           | Argentina | 2021-2022    |
| Chacarita Juniors (cedido)           | Argentina | 2023         |
| Deportivo Riestra (cedido)           | Argentina | 2024-Actual. |

## Estadísticas
Actualizado al último partido disputado el 18 de octubre de 2024.
| Estudiantes (Buenos Aires) Argentina | 3.ª           | 2014          | 1   | 1  | 0  | 0 | 0 | 0 | 1   | 1  |
| Estudiantes (Buenos Aires) Argentina | 3.ª           | 2015          | 26  | 5  | 0  | 0 | 0 | 0 | 26  | 5  |
| Estudiantes (Buenos Aires) Argentina | 3.ª           | 2016          | 19  | 3  | 0  | 0 | 0 | 0 | 19  | 3  |
| Estudiantes (Buenos Aires) Argentina | Total club    | Total club    | 46  | 9  | 0  | 0 | 0 | 0 | 46  | 9  |
| Club Atlético Lanús Argentina | 1.ª           | 2016/17       | 0   | 0  | 0  | 0 | 0 | 0 | 0   | 0  |
| Club Atlético Lanús Argentina | Total club    | Total club    | 0   | 0  | 0  | 0 | 0 | 0 | 0   | 0  |
| Brown de Adrogué Argentina | 2.ª           | 2017/18       | 15  | 0  | 0  | 0 | 0 | 0 | 15  | 0  |
| Brown de Adrogué Argentina | Total club    | Total club    | 15  | 0  | 0  | 0 | 0 | 0 | 15  | 0  |
| Gimnasia y Esgrima (Jujuy) Argentina | 2.ª           | 2018/19       | 10  | 1  | 0  | 0 | 0 | 0 | 10  | 1  |
| Gimnasia y Esgrima (Jujuy) Argentina | Total club    | Total club    | 10  | 1  | 0  | 0 | 0 | 0 | 10  | 1  |
| Club Atlético Atlanta Argentina | 2.ª           | 2019/20       | 12  | 1  | 0  | 0 | 0 | 0 | 12  | 1  |
| Club Atlético Atlanta Argentina | 2.ª           | 2020/21       | 0   | 0  | 0  | 0 | 0 | 0 | 0   | 0  |
| Club Atlético Atlanta Argentina | Total club    | Total club    | 12  | 1  | 0  | 0 | 0 | 0 | 12  | 1  |
| Club Atlético Güemes Argentina | 2.ª           | 2021          | 1   | 0  | 0  | 0 | 0 | 0 | 1   | 0  |
| Club Atlético Güemes Argentina | Total club    | Total club    | 1   | 0  | 0  | 0 | 0 | 0 | 1   | 0  |
| Deportivo Riestra Argentina | 2.ª           | 2021          | 15  | 0  | 0  | 0 | 0 | 0 | 15  | 0  |
| Deportivo Riestra Argentina | 2.ª           | 2022          | 13  | 0  | 0  | 0 | 0 | 0 | 13  | 0  |
| Deportivo Riestra Argentina | 1.ª           | 2024          | 15  | 0  | 12 | 0 | 0 | 0 | 25  | 0  |
| Deportivo Riestra Argentina | Total club    | Total club    | 43  | 0  | 12 | 0 | 0 | 0 | 55  | 0  |
| Chacarita Juniors Argentina | 2.ª           | 2023          | 28  | 2  | 0  | 0 | 0 | 0 | 28  | 2  |
| Chacarita Juniors Argentina | Total club    | Total club    | 28  | 2  | 0  | 0 | 0 | 0 | 28  | 2  |
| Total carrera | Total carrera | Total carrera | 155 | 13 | 12 | 0 | 0 | 0 | 167 | 13 |
| (1) La copa nacional se refiere a la Copa Argentina y Copa de la Liga Profesional. (2) La copa internacional se refiere a la Copa Sudamericana y Copa Libertadores. |               |               |     |    |    |   |   |   |     |    |

## Palmarés

### Campeonatos nacionales
| Título                                    | Club                | País      | Año  |
| ----------------------------------------- | ------------------- | --------- | ---- |
| Copa del Bicentenario de la Independencia | Club Atlético Lanús | Argentina | 2016 |
| Supercopa Argentina                       | Club Atlético Lanús | Argentina | 2016 |